# La Goutelle
La Goutelle est une commune française, située dans le département du Puy-de-Dôme en région Auvergne-Rhône-Alpes.

## Géographie

### Localisation
La Goutelle est entourée par les communes de Bromont-Lamothe, Montfermy, Saint-Jacques-d'Ambur et Cisternes-la-Forêt, ainsi que Pontaumur, Pontgibaud et Saint-Ours. Elle est située à 30 km au nord-ouest de Clermont-Ferrand, la plus grande ville des environs.
Six communes sont limitrophes.
| Miremont           | Saint-Jacques-d'Ambur | Montfermy       |
| Pontaumur          | La Goutelle           | Bromont-Lamothe |
| Cisternes-la-Forêt |                       |                 |

### Climat
Pour des articles plus généraux, voir Climat d'Auvergne-Rhône-Alpes et Climat du Puy-de-Dôme.
En 2010, le climat de la commune est de type climat des marges montargnardes, selon une étude du Centre national de la recherche scientifique s'appuyant sur une série de données couvrant la période 1971-2000. En 2020, Météo-France publie une typologie des climats de la France métropolitaine dans laquelle la commune est exposée à un climat de montagne ou de marges de montagne et est dans la région climatique  Ouest et nord-ouest du Massif Central, caractérisée par une pluviométrie annuelle de 900 à 1 500 mm, maximale en automne et en hiver. 
Pour la période 1971-2000, la température annuelle moyenne est de 8,9 °C, avec une amplitude thermique annuelle de 15,1 °C. Le cumul annuel moyen de précipitations est de 931 mm, avec 11,1 jours de précipitations en janvier et 8,3 jours en juillet. Pour la période 1991-2020, la température moyenne annuelle observée sur la station météorologique de Météo-France la plus proche, « Gelles », sur la commune de Gelles à 8 km à vol d'oiseau, est de 9,5 °C et le cumul annuel moyen de précipitations est de 1 026,1 mm,. Pour l'avenir, les paramètres climatiques de la commune estimés pour 2050 selon différents scénarios d'émission de gaz à effet de serre sont consultables sur un site dédié publié par Météo-France en novembre 2022.

## Urbanisme

### Typologie
Au 1er janvier 2024, La Goutelle est catégorisée commune rurale à habitat très dispersé, selon la nouvelle grille communale de densité à sept niveaux définie par l'Insee en 2022.
Elle est située hors unité urbaine. Par ailleurs la commune fait partie de l'aire d'attraction de Clermont-Ferrand, dont elle est une commune de la couronne,. Cette aire, qui regroupe 209 communes, est catégorisée dans les aires de 200 000 à moins de 700 000 habitants,.

### Occupation des sols
L'occupation des sols de la commune, telle qu'elle ressort de la base de données européenne d’occupation biophysique des sols Corine Land Cover (CLC), est marquée par l'importance des territoires agricoles (57,3 % en 2018), une proportion sensiblement équivalente à celle de 1990 (56,7 %). La répartition détaillée en 2018 est la suivante : forêts (41,1 %), zones agricoles hétérogènes (32,4 %), prairies (24,9 %), zones urbanisées (1,6 %). L'évolution de l’occupation des sols de la commune et de ses infrastructures peut être observée sur les différentes représentations cartographiques du territoire : la carte de Cassini (XVIIIe siècle), la carte d'état-major (1820-1866) et les cartes ou photos aériennes de l'IGN pour la période actuelle (1950 à aujourd'hui).

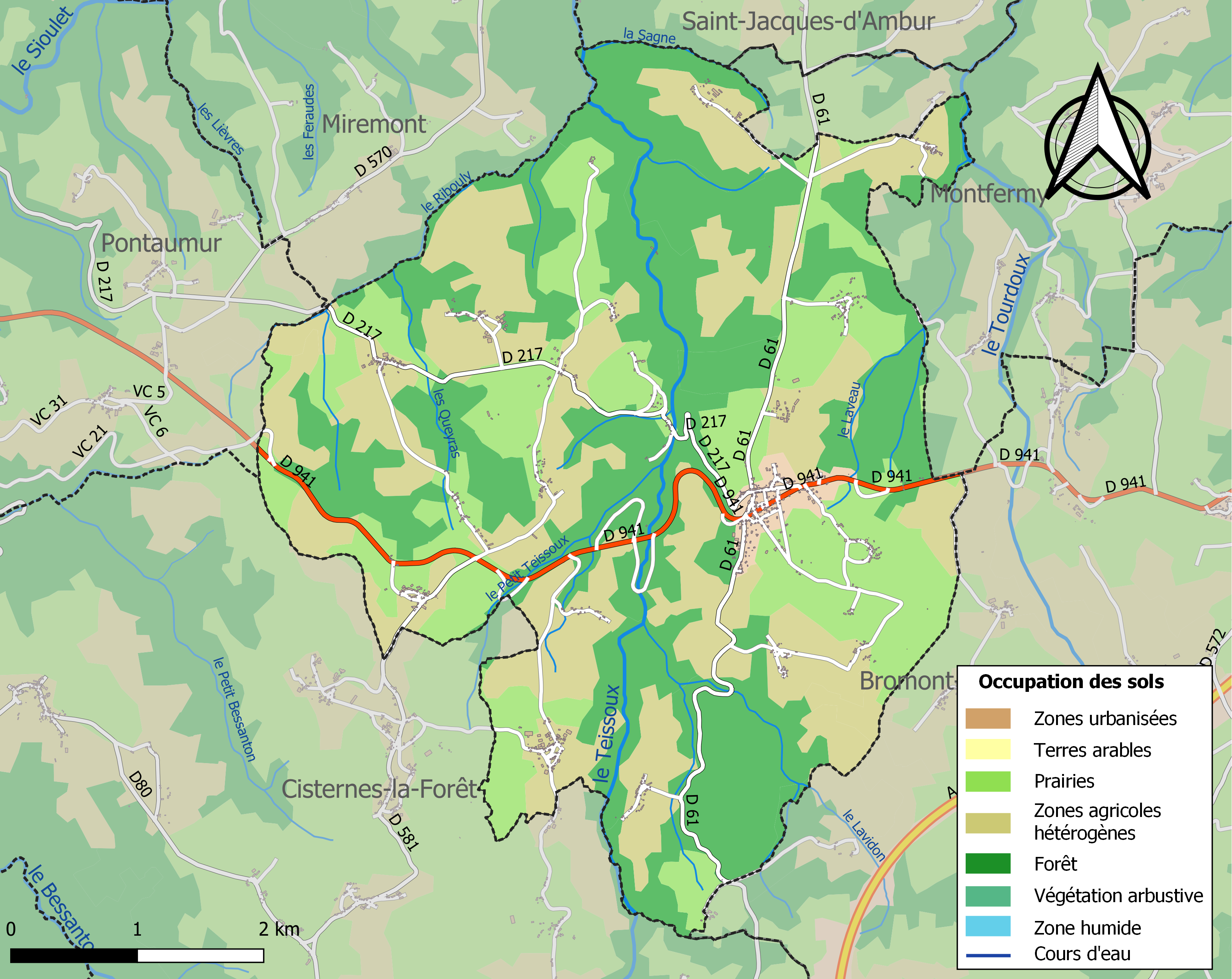
Carte des infrastructures et de l'occupation des sols de la commune en 2018 (CLC).

### Voies de communication et transports

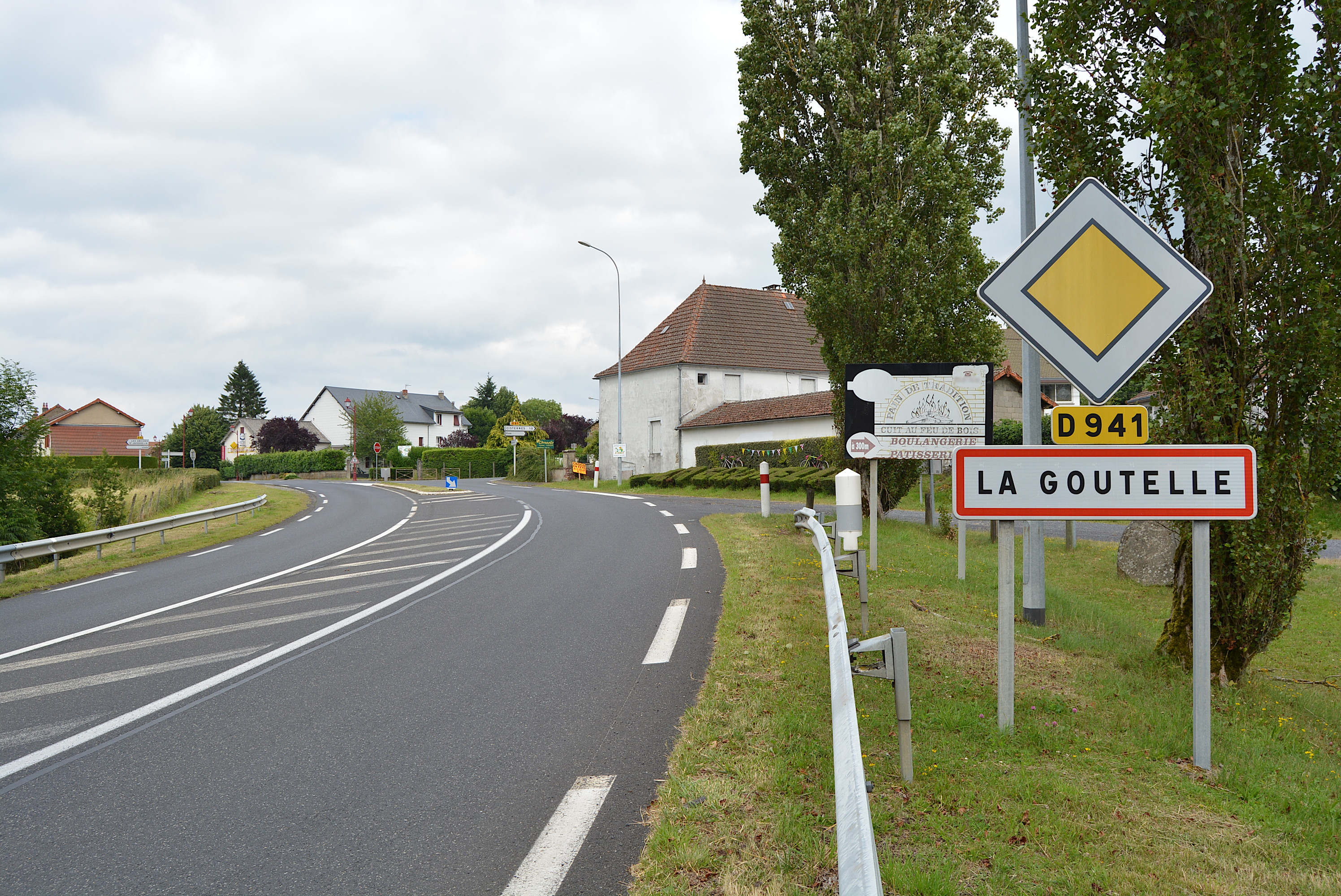
Entrée par la route départementale 941 en direction de Clermont-Ferrand.

La Goutelle est traversée par la route départementale 941 reliant Clermont-Ferrand à Limoges.
Le territoire communal est également desservi par les routes départementales 61 (vers Les Ancizes-Comps, Saint-Jacques-d'Ambur au nord et Cisternes-la-Forêt au sud), 217 et 581.

## Toponymie
Diminutif de « goutte », du latin gutta désignant une source que l'on imagine couler au goutte-à-goutte.[réf. nécessaire]

## Histoire
Avant 1872, La Goutelle faisait partie de la commune de Bromont-Lamothe. En février 1872, le département transforma le village de La Goutelle ainsi que ceux de la partie ouest de Bromont-Lamothe en commune accédant ainsi à une vieille demande des conseillers de cette section. Les premières élections eurent lieu le 16 septembre 1872. François Ledieu devint le premier maire élu de la commune de La Goutelle.[réf. nécessaire]

## Politique et administration

### Découpage territorial
La commune de La Goutelle est membre de la communauté de communes Chavanon Combrailles et Volcans, un établissement public de coopération intercommunale (EPCI) à fiscalité propre créé le 1er janvier 2017 dont le siège est à Pontaumur. Ce dernier est par ailleurs membre d'autres groupements intercommunaux. Jusqu'en 2016, elle faisait partie de la communauté de communes Pontgibaud Sioule et Volcans.
Sur le plan administratif, elle est rattachée à l'arrondissement de Riom, à la circonscription administrative de l'État du Puy-de-Dôme et à la région Auvergne-Rhône-Alpes. Avant mars 2015, elle faisait partie du canton de Pontgibaud.
Sur le plan électoral, elle dépend du canton de Saint-Ours pour l'élection des conseillers départementaux, depuis le redécoupage cantonal de 2014 entré en vigueur en 2015, et de la deuxième circonscription du Puy-de-Dôme pour les élections législatives, depuis le dernier découpage électoral de 2010 (sixième circonscription avant 2010).

### Élections municipales et communautaires

#### Élections de 2020
Le conseil municipal de La Goutelle, commune de moins de 1 000 habitants, est élu au scrutin majoritaire plurinominal à deux tours avec candidatures isolées ou groupées et possibilité de panachage. Compte tenu de la population communale, le nombre de sièges à pourvoir lors des élections municipales de 2020 est de 15. Sur les vingt-sept candidats en lice, quinze sont élus dès le premier tour, le 15 mars 2020, avec un taux de participation de 77,03 %.

#### Chronologie des maires
| Période                                  | Période                      | Identité               | Étiquette  | Qualité |
| ---------------------------------------- | ---------------------------- | ---------------------- | ---------- | --- |
| Les données manquantes sont à compléter. |                              |                        |            | |
| avant 1995                               | ?                            | Robert Fernand-Laurent |            | |
| juin 1995                                | avril 2014                   | Jean Boucheret         | ? puis UMP | |
| avril 2014 (réélu en 2020)               | En cours (au 8 juillet 2023) | Frédéric Saby,         |            | Fonctionnaire d'État 8e vice-président de la communauté de communes Chavanon Combrailles et Volcans (en 2023) |

## Population et société

### Démographie
En 2022, la commune de La Goutelle comptait 615 habitants. À partir du XXIe siècle, les recensements réels des communes de moins de 10 000 habitants ont lieu tous les cinq ans. Les autres chiffres sont des estimations.
| 1872  | 1876  | 1881  | 1886  | 1891  | 1896  | 1901  | 1906 | 1911 |
| ----- | ----- | ----- | ----- | ----- | ----- | ----- | ---- | ---- |
| 1 024 | 1 012 | 1 032 | 1 027 | 1 034 | 1 134 | 1 022 | 908  | 832  |

| 1921 | 1926 | 1931 | 1936 | 1946 | 1954 | 1962 | 1968 | 1975 |
| ---- | ---- | ---- | ---- | ---- | ---- | ---- | ---- | ---- |
| 713  | 684  | 653  | 659  | 635  | 570  | 592  | 611  | 603  |

| 1982 | 1990 | 1999 | 2005 | 2006 | 2010 | 2015 | 2020 | 2022 |
| ---- | ---- | ---- | ---- | ---- | ---- | ---- | ---- | ---- |
| 584  | 577  | 582  | 545  | 541  | 619  | 621  | 622  | 615  |

## Culture locale et patrimoine

### Lieux et monuments

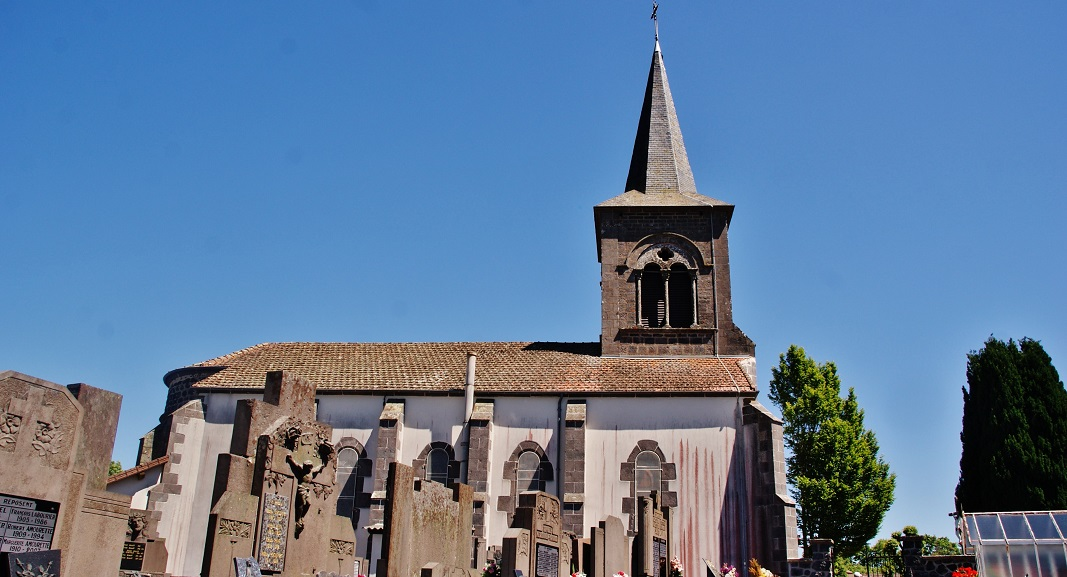
L'église de La Goutelle.

- Église paroissiale de l'Immaculée-Conception.
- Cimetière gallo-romain.
- Moulin de la Quarte.
- Puy du Montôt.
- Diverses randonnées à effectuer.